# Contenuto scaricabile
Un contenuto scaricabile (abbreviato DLC; dall'inglese downloadable content), a volte chiamato anche contenuto aggiuntivo, è un insieme di funzioni extra per un videogioco distribuito attraverso Internet dall'editore originale o da terze parti.
Possono essere di varia natura, spaziando da cambiamenti estetici ad aggiunte di nuovi oggetti o livelli fino a modifiche alla trama. Si differenziano dalle espansioni, di solito, per la loro natura di aggiunte marginali o ridotte; inoltre sono sempre distribuiti tramite download, mentre le espansioni possono essere disponibili anche in copia fisica.

## Costo
Il prezzo per i DLC può variare molto, esistono anche contenuti aggiuntivi gratuiti. A volte i distributori offrono dei Season Pass, ticket che permettono agli utenti di acquistare pacchetti di contenuti scaricabili a un prezzo inferiore rispetto all'acquisto separato di ognuno. Questi pass potrebbero anche essere disponibili prima dei contenuti aggiuntivi effettivi, in tal caso il giocatore avrà accesso ai DLC prepagati man mano che vengono pubblicati. Infine DLC potrebbero essere inclusi nell'acquisto del gioco, come accade per pre-ordini in cui sono inclusi vari bonus o per i remake di giochi completi e edizioni speciali.
Ad esempio si può acquistare una versione speciale di un titolo uscito da un po' di tempo e provvisto di tutti i DLC, o uno appena uscito e ottenere i contenuti aggiuntivi tramite season pass o procedendo all'acquisto man mano che escono.

## Storia
Il termine DLC si è diffuso negli anni 2000 ma concetti simili esistevano già in precedenza, sotto forma di patch che, oltre ad aggiustare imperfezioni di gioco, aggiungevano nuovi contenuti.

## Critiche
In alcuni casi i contenuti sono già presenti sul supporto del gioco al momento dell'acquisto, e l'aggiunta dei contenuti pubblicizzati come DLC non è altro che un'attivazione tramite internet (gratuita o a pagamento) di materiale già presente ma bloccato. In questo modo si contraddice il concetto di contenuto scaricabile.  